# Morsko
Morsko je naselje, ki leži na 148 m n. v. na levem bregu reke Soče v Občini Kanal ob Soči. Je osmo največjo naselje v občini s približno 200 prebivalci. Od Kanala je oddaljeno cca. 1,5 km na rahlo dvignjeni večji konglomeratni terasi, približno na pol poti med Novo Gorico in Tolminom.
Vas lahko razdelimo na stari in novejši del, stari del naselja leži na skrajnem severnem, strmejšem delu terase, novejši del pa se razprostira predvsem na obrobju omenjene terase. Skozi vas je speljana občinska cesta, ki povezuje glavno regionalno cesto po Soški dolini ter kraj Kanalski vrh.
Znana je predvsem po pustovanju, saj domačini vsako leto pripravijo maske, s katerimi estetizirano predstavijo politični ali drug dogodek preteklega leta. Idejni in umetniški vodja je Branko Drekonja, pri delu pa pomagajo vsi, ki se pusta udeležijo. Vsako leto na pustno nedeljo pripravijo tudi kratek program na središču vasi, ki se mu reče »na Gorici«. Po tem nadaljujejo obhod po hišah, kamor prinesejo veselje s harmoniko in plesom. Da ne bi bili lačni in žejni jih domači seveda pogostijo, za popotnico pa jim dajo tudi kakšen priboljšek. 
Zadnji vikend v avgustu je rezerviran za turnir trojk v odbojki na mivki v športnem parku.

## Prireditve
- Obletnica pohoda v Beneško Slovenijo (januar/februar)
- Morščanski pust (februar/marec)
- Turnir v odbojki na mivki (avgust)